# 야율정
북요 소황제 야율정(北遼 少皇帝 耶律定, ? ~ ?)은 북요의 2대 황제(1122년 6월 ~ 1123년 1월)이자 천조제 야율연희의 5남이다. 어린 황제라는 뜻에서 소제(少帝)라고 불린다. 진왕(秦王)이라 부르기도 한다. 사용한 연호는 덕흥(德興)이다.
부황 천조제로부터 진왕(秦王)에 봉해졌다. 1122년 천조제가 금나라에 대패하고 패주, 천조제의 종부 야율순(耶律淳)이 남경석진부(南京析津府)에서 칭제하고 즉위했으나 얼마 못가 사망했다. 그해 6월 선종 야율순이 죽자 그가 이어서 즉위했으나 야율정이 너무 어렸기 때문에 사실상 실권은 덕비(德妃) 소보현녀(蕭普賢女)에게 있었다. 재위기간 내내 소보현녀가 섭정을 하였기에 야율정 대신 소보현녀를 북요의 2대 황제로 보기도 한다.
1122년 12월 금나라가 북요의 수도 연경(燕京)을 공격하자 얼마 못가서 야율대석, 소보현녀가 요의 천조제에게 항복하였으나 야율정은 항복하지 않고 버티고 있었다. 그러다가 결국 야율정은 동생 야율녕과 함께 금나라 군대에 붙잡혔으며 얼마 뒤에 북요는 완전히 멸망하고 만다.
| 전임 북요 선종 | 제2대 북요의 황제 1122년 ~ 1123년 | 후임 북요 유제 |